# Доходный дом В. Н. Зеленина
Доходный дом В. Н. Зеленина — памятник архитектуры. Расположен в Калининском районе Санкт-Петербурга, современный адрес дома — Лесной проспект, 3.

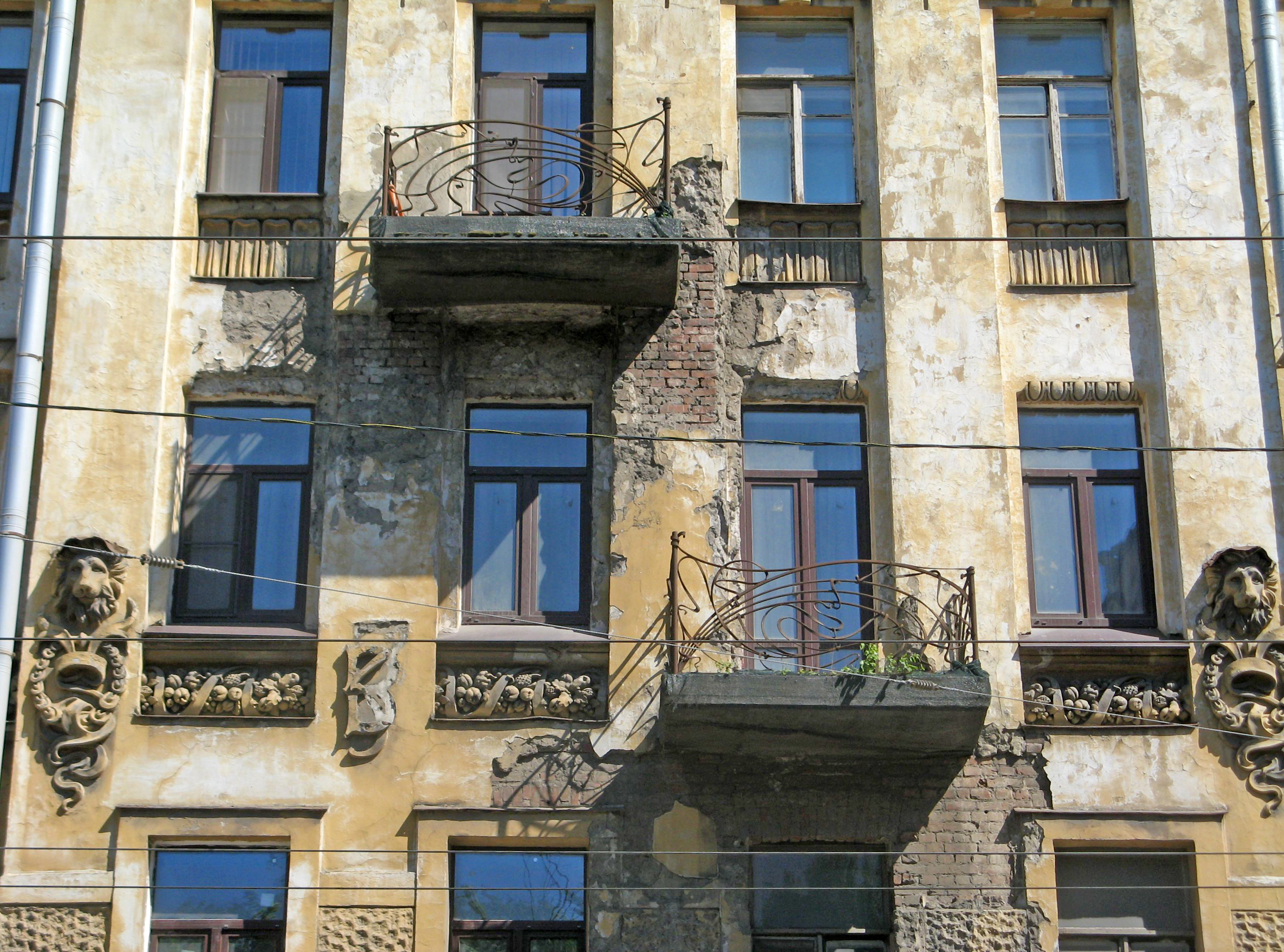
Лепные украшения и решётки

Дом построен владельцем, военным инженером В. Н. Зелениным, в 1899 году. Он использовал мотивы сецессиона в грубо-упрощённой обработке. Ограждения балконов сделаны из выгнутых тонких железных полос, фасад украшен лепниной с гирляндами, львиными масками и вензелем владельца.
По парадной лестнице можно попасть в квартиры как лицевого, так и перпендикулярного ему дворового корпуса. Она оформлена асимметрично и иррегулярно, с глубокими пазухами перед квартирами дворового флигеля и перилами из криволинейных линий; также асимметричны и изогнуты деревянные оконные переплёты и двери.
Среди жителей дома были хирурги Н. Н. Петров, А. Л. Поленов и конструктор А. А. Расплетин.